# Frank Griffin
Frank Griffin, o Frank C. Griffin (Norfolk, 17 settembre 1886 – Los Angeles, 17 marzo 1963), è stato un regista, sceneggiatore e attore statunitense del cinema muto.

## Biografia
Nato Frank Charles Griffin a Norfolk, in Virginia nel 1886, iniziò la sua carriera cinematografica nel 1911 come attore, proseguendola poi come sceneggiatore e regista. Recitò in tredici pellicole, ne diresse quarantaquattro e scrisse una trentina di copioni. Nel 1927, fu produttore di due film.
Morì a Los Angeles il 17 marzo 1963 a 66 anni a causa di un attacco cardiaco.

## Filmografia
La filmografia - basata su IMDb - è completa.

### Regista
- A Brewerytown Romance (1914)
- Getting Solid with Pa
- The Kidnapped Bride (1914)
- While Auntie Bounced
- Tough Luck (1914)
- Worms Will Turn
- He Woke Up in Time
- The Green Alarm
- A Fool There Was (1914)
- Pins Are Lucky
- Did He Save Her
- When the Ham Turned
- The Honor of the Force
- Dobs at the Shore
- Nice Nursie (1914)
- They Looked Alike (1915)
- Love in Armor
- His Luckless Love
- Settled at the Seaside
- The Rent Jumpers
- Love, Loot and Crash
- Crossed Love and Swords
- The Cannibal King, co-regia di Arthur Hotaling (1915)
- Only a Messenger Boy
- His Father's Footsteps
- The Best of Enemies
- Fido's Fate
- Where Love Leads (1916)
- The Feathered Nest
- Maid Mad
- Bombs!
- Maggie's First False Step
- Her Fame and Shame
- Her Torpedoed Love - cortometraggio (1917)
- The Betrayal of Maggie
- The King of the Kitchen
- Lions and Ladies
- Her First Kiss
- Wild Waves and Women
- The Roaming Bathtub
- The Aero Nut
- Robert's Adventure in the Great War
- Her Private Husband
- The Devilish Romeo
- Conductor 1492

### Aiuto Regista
- Better Late Than Never, regia di Edward F. Cline (1916)
- Ship Ahoy, regia di Al St. John (1920)

### Sceneggiatore
- Mr. Spriggs Buys a Dog, regia di Dell Henderson (1913)
- Influence of the Unknown, regia di Christy Cabanne (1913)
- Aunts, Too Many!, regia di Edward Dillon (1913)
- Getting Even, regia di Arthur Hotaling (1914)
- A Winning Mistake, regia di Arthur Hotaling (1914)
- The Best Man, regia di Arthur Hotaling (1914)
- That Terrible Kid, regia di Arthur Hotaling (1914)
- The Bully's Doom, regia di Arthur Hotaling (1914)
- The Peacemaker's Pay, regia di Arthur Hotaling (1914)
- Outwitting Dad, regia di Arthur Hotaling (1914)
- Summer Love, regia di Arthur Hotaling (1914)
- A Brewerytown Romance
- The Kidnapped Bride, regia di Frank Griffin (1914)
- The Green Alarm
- A Fool There Was, regia di Frank Griffin (1914)
- Did He Save Her
- A Boomerang Swindle
- The Honor of the Force
- Dobs at the Shore
- Where Love Leads, regia di Frank C. Griffin (1916)
- Madonna of the Streets, regia di Edwin Carewe (1924)
- Seven Keys to Baldpate, regia di Fred C. Newmeyer (1925)
- Ella Cinders
- Lost at the Front
- Twisted Tales, regia di Wallace Fox (1931)
- The Foolish Forties
- The Big Flash
- Tired Feet
- Spring Tonic
- Man on the Flying Trapeze

### Attore
- Susceptible Dad (1911)
- Hands Across the Sea in '76, regia di Lawrence B. McGill (1911)
- The Best Man, regia di Arthur Hotaling (1914)
- The Bully's Doom, regia di Arthur Hotaling (1914)
- With the Burglar's Help, regia di Arthur Hotaling (1914)
- A Brewerytown Romance, regia di Frank Griffin (1914)
- The Kidnapped Bride, regia di Frank Griffin (1914)
- He Woke Up in Time
- The Green Alarm
- A Fool There Was, regia di Frank Griffin (1914)
- Cheap Transportation
- Dobs at the Shore
- The Cannibal King, regia di Frank Griffin (come Frank C. Griffin) e Arthur Hotaling (1915)

### Produttore
- La casa degli spiriti (Easy Pickings), regia di George Archainbaud (1927)
- Lost at the Front